# Amerikaanse moerasschildpad
De Amerikaanse moerasschildpad (Emydoidea blandingii) is een schildpad uit de familie moerasschildpadden (Emydidae). Het is de enige soort uit het geslacht Emydoidea. De soort werd voor het eerst wetenschappelijk beschreven door John Edwards Holbrook in 1838. Oorspronkelijk werd de wetenschappelijke naam Cistudo blandingii gebruikt.

## Uiterlijke kenmerken
De schildlengte is ongeveer 25 centimeter, het schild is donkergroen tot zwart en koepelvormig van vorm, kielen of opstaande randen ontbreken. Sommige exemplaren hebben een tekening van vele kleine gele vlekjes op het schild, en een typisch kenmerk is de gele tot oranje onderzijde van de kop en nek. Deze soort heeft een opmerkelijk lange staart in vergelijking met andere schildpadden. Het buikschild kan omhoog worden geklapt, met name aan de voorzijde om zo de kop te beschermen. Bij jonge schildpadjes werkt dit nog niet, het scharnier is pas na 3 tot 5 jaar werkzaam (zie ook doosschildpadden).

## Algemeen
Deze typische moerasschildpad is aan water gebonden maar komt vaak aan land om te zonnen. De habitat bestaat uit allerlei stilstaande of zeer langzaam stromende wateren als rivieren, meren en moerassen. Helder, schone en ondiepe wateren hebben de voorkeur. De soort komt voor in zuidelijk Canada (in zuidelijk Ontario), en in het noorden en midden van de Verenigde Staten. Het voedsel bestaat uit kleine dieren als wormen, visjes, amfibieën en kreeftachtigen, op het land wordt ook naar plantaardig voedsel gezocht als bladeren en bessen maar ook regenwormen en landbewonende slakken.

## Verwantschap
De Amerikaanse moerasschildpad is de enige soort uit het geslacht Emydoidea. Recent onderzoek heeft aangetoond dat de Amerikaanse moerasschildpad sterker verwant is aan de soorten uit de geslachten Emys en Terrapene dan aan Deirochelys, zoals lange tijd werd gedacht.